# Ana Lau Jaiven
Ana Lau Jaiven (México, 1948) es una feminista, académica e investigadora de la Universidad Autónoma Metropolitana-Unidad Xochimilco. Comenzó estudios e investigaciones de los movimientos feministas mexicanos en 1980; ha investigado sobre las mujeres en la Revolución Mexicana, los movimientos y grupos de mujeres a lo largo de la historia de México del siglo XX. Francesca Gargallo la coloca en el grupo de historiadoras feministas en América Latina, junto con Julia Tuñón, Ana Arroba, Edda Gabiola y Araceli Barbosa.
Desde 2001 ha sido profesora investigadora en el Departamento de Política y Cultura de la División de Ciencias Sociales y Humanidades de la UAM-Xochimilco. 
El 20 de noviembre de 2015, se convirtió en la primera historiadora en recibir el Premio Clementina Díaz y de Ovando, otorgado por el Instituto Nacional de Estudios Históricos de las Revoluciones de México (INEHRM) por la trayectoria en historia social, cultural y de género, galardón creado en 2013 y que había sido declarado desierto en sus dos emisiones anteriores.

## Biografía

### Educación
Es doctora en Historia por el Colegio de Historia de la Universidad Iberoamericana (2003). Estudió la Maestría en Historia de México por el Colegio de Historia de la Facultad de Filosofía y Letras de la Universidad Nacional Autónoma de México (1993); diplomada en Estudios de la Mujer por la UAM-Xochimilco (1991-1992), y estudió la licenciatura en Historia en el Colegio de Historia de la Facultad de Filosofía y Letras de la Universidad Nacional Autónoma de México (1983).

### Carrera Académica
Sus líneas de investigación han sido la teoría de género, la Historia de las mujeres en los siglos XIX y XX, la Historia Oral, la Historia de México en los siglos XIX y XX, la Historia Urbana y la Historia de la Ciudad de México.
De 2011 a 2013 fue Jefa del Área “Mujer, Identidad y Poder” en la UAM-Xochimilco. Fue coordinadora de la Especialización y Maestría en Estudios de la Mujer de la UAM-Xochimilco de 2003 a 2005 y desde 2017 es coordinadora de la Maestría en Estudios de la Mujer. 
De 1983 a 2000 fue investigadora en el Instituto de Investigaciones Dr. José María Luis Mora, donde participó en proyectos sobre Historia Regional de México e Historia del entorno urbano de la Ciudad de México.

## Publicaciones[3]

#### Libros
- Diccionario enciclopédico del feminismo y los estudios de género en México, México, CIEG/UNAM, 2019, (Coordinadora junto a Joel Estudillo García y José Edgar Nieto Arizmendi). ISBN 978-607-30-1474-8.
- Rupturas y continuidades. Historia y Biografías de Mujeres, México, UAM-X, 2018. (Coordinadora junto a Elsie Mc Phail Fanger). ISBN 978-607-28-1409-7.
- El sufragio femenino en México. Voto en los estados, México, El Colegio de Sonora, 2013. (Coordinadora junto con Mercedes Zúñiga Elizalde). ISBN 978-607-7775-40-9
- Un fantasma recorre el siglo. Luchas feministas en México, 1910-2010, México, Itaca/Ecosur/UAM-X/Conacyt, 2011, 546pp. (Coordinadora junto con Gisela Espinosa Damián), ISBN 978-607-7957-14-0
- Mujeres, y ciudadanía en México: estudios de caso, Conacyt, UAM-X, Itaca, 2011, 311pp. (Coordinadora junto con Mónica Cejas). ISBN 978-607-7957-13-3.
- En la encrucijada de género y ciudadanía. Sujetos políticos, derechos, gobierno, nación y acción política, Conacyt, UAM-X, Itaca, 2011, 323 pp. (Coordinadora junto con Mónica Cejas).
- Procesos de construcción del género. Cultura, familia, trabajo, política y sexualidad en el México contemporáneo, México, UAM-Xochimilco-Especialización Maestría en Estudios de la Mujer, 2009, 290 pp. (Coordinadora junto con Mary Goldsmith y María del Pilar Cruz), ISBN 968-607-00-1017-0.
- Cada una desde su trinchera. Cambios favorables en la vida de mujeres y sus comunidades provocados por una intervención efectiva. Programa Convive y Fondo PROEQUIDAD, México, Instituto Nacional de las Mujeres, 2006, 277 pp. ISBN 968-5552-76-2.
- Estudios feministas en América Latina y el Caribe, Maestría en Estudios de la Mujer, Universidad Autónoma Metropolitana Xochimilco, 2005. (Coordinación junto con Eli Bartra, Gloria Careaga y Mary Goldsmith; edición e introducción del libro electrónico.
- Mujeres y Revolución, México, INEHRM/INAH, 1993. (Coordinadora junto con Carmen Ramos; introducción, selección y Cronología), ISBN 968-805-921-8
- La nueva ola del feminismo en México, México, Editorial Planeta, 1987, 267 pp. ISBN 968-406-088-2.

#### Artículos
- “El sufragio femenino y la Constitución de 1917. Una revisión” en Política y Cultura, México, otoño 2017, núm.48, pp.57-81. (Con Roxana Rodríguez Bravo) ISSN 0188-7742.
- “Mujeres-soldados” en Revista Venezolana de Estudios de la Mujer, enero-junio de 2017, Vol.22, núm. 48 p.15-32.
- “La escritura revolucionaria: Vida y publicaciones de mujeres periodistas durante el Porfiriato” en Fuentes Humanísticas, México, núm. 48,año 27 I Semestre 2014,pp.75-85. ISSN 0188-8900
- “La Unión Nacional de Mujeres Mexicanas entre el comunismo y el feminismo :una difícil relación” en La Ventana. Revista de Estudios de Género, Universidad de Guadalajara, Vol. V, núm. 40, julio-diciembre de 2014, p.165-185. ISSN 1405- 9436.
- Con Roxana Rodríguez “Panamericanismo femenino y protestantismo en México a través de la vida de la profesora Adelia Palacios Mendoza” en Revista Historia Autónoma, 4(2014) pp.145-156. ISSN 2254-8726.
- “Gutiérrez de Mendoza, Juana Belén” en Javier Torres Parés y Gloria Villegas (coords.), Diccionario de la Revolución Mexicana, México, UNAM, 2010, pp.277-279. (ISBN 978-607-02-2046-3).“El neofeminismo mexicano” en Labrys. Études féministes/estudos feministas, Brasilia/Quebec/Paris, num. 19, janvier/juin 2011, p. 1-36.
- “Introducción” en Gisela Espinosa Damián y Ana Lau Jaiven, Un fantasma recorre el siglo. Luchas feministas en México, 1910-2010, México, UAM-X/ITACA/ECOSUR/CONACYT, 2011, p. 9-22 (reimpreso en 2013).
- “Introducción” en Mónica Cejas y Ana Lau Jaiven (coords.) Mujeres y ciudadanía en México: Estudios de caso, México, UAM-X/ITACA/CONACYT, 2011, p. 11-26.
- “Género y participación en la Revolución mexicana”, 20/10 Memoria de las Revoluciones en México, México, núm.10, invierno 2010, p.178-191. (ISBN 978-607-7748-09- 0).
- "De cómo las mujeres se fueron a la revolución", Revista conmemorativa de la Revolución Mexicana 6a. edición. La Revolución Mexicana, Chicago, Illinois, Comité Fiestas Patrias, 2009, pp. 6-11.
- “Todas contra la dictadura: Las precursoras”, Proceso. Bi-centenario. Fascículos coleccionables 3. Publicación Mensual de la Revista Proceso, n.º 3, junio de 2009, pp. 4-11. MI García Gossio. MUJERES, CIENCIA Y PROFESIONALIZACIÓN EN MÉXICO: ENTRE DOS MODERNIDADES 1890-1910/1990-2010; Revista Venezolana de Estudios de la Mujer, 2012. MÁ Rodríguez. Eva Perón y las mujeres mexicanas: un estudio comparativo. La aljaba, 2012.
- “De cómo las mujeres se fueron a la Revolución”, Bicentenario. El ayer y hoy de México 1810-1910-2010. Revista trimestral del Instituto de Investigaciones Dr. José María Luis Mora, vol. I, no. 3, enero-marzo de 2009, pp. 52-59.
- “Entre ambas fronteras: tras la igualdad de derechos para las mujeres”, Política y Cultura: Memoria y conciencia social, Revista semestral de la Universidad Autónoma de Xochimilco, primavera 2009, no. 31, pp. 235-255. (ISSN 0188-7742).
- “En la búsqueda por la igualdad de derechos para las mujeres”, Temas de mujeres. Revista del Centro de Estudios Históricos e Interdisciplinarios sobre las mujeres, Universidad Nacional de Tucumán, Facultad de Filosofía y Letras, San Miguel Tucumán, República de Argentina, año 5, núm. 5, 2009, pp. 16-31.
- “La incorporación de los estudios de mujeres y de género a las IES. El Programa de Especialización-Maestría en Estudios de la Mujer de la UAM-X”, de Pilar Cruz y Ana Lau, en La Ventana, Revista de estudios de género, Universidad de Guadalajara, núm.21 volumen III, julio de 2005.
- “La participación de las mujeres en la revolución mexicana: Juana Belén Gutiérrez de Méndoza” en Revista Diálogos: revista electrónica de Historia, Volumen 5, número 1 y 2, San Pedro de Montes de Oca, Costa Rica, abril de 2004.
- “El movimiento feminista frente al nuevo milenio. Una recapitulación” en Diálogos, reflexiones de feministas de Iberoamérica, año III, Número 9, junio de 2003, Salta, Argentina, p.15-18.
- “Juana Belén Gutiérrez de Mendoza (1875-1942): Una vida en la vida de México” en Ruta, Boletín Juana Belén, México Posible, Número 4, marzo de 2003.
- “Feminismo en México” en Casa del Tiempo, Vol. V, época III, núms. 49, febrero de 2003, p. 69-72.
- “Aportes para una discusión sobre la historiografía del movimiento feminista en México, 1970-2000”, Casa del Tiempo, Vol. III, época III, núms. 35-36, diciembre de 2001- enero de 2002, p.73-78.
- “El movimiento feminista en México ¿Una liberación posible? Archivado el 19 de marzo de 2021 en Wayback Machine.", GénEros, Colima, Universidad de Colima/Asociación Colimense de Universitarias/Centro Universitario de Estudios de Género, febrero de 2001, año 8, núm.23, p.18-26.
- “Una vida singular: Juana Belén Gutiérrez de Mendoza”, Sólo Historia, México, Instituto Nacional de Estudios Históricos de la Revolución Mexicana (INEHRM), número 8, abril-junio de 2000, p.9-14.
- “Las primeras ascensiones en globo en la ciudad de México. El caso de un empresario de espectáculos.1833-1835”, Secuencia, Instituto Mora 46, enero-abril de 2000, p. 21-35.
- “La compraventa de casas en la ciudad de México y su entorno en el siglo XIX” en Boletín Instituto Mora, Nueva Época, vol .8, núm.22, enero-abril de 1998.
- “Las mujeres en la Revolución. Un punto de vista Historiográfico”, Secuencia, Revista de Historia y Ciencias Sociales, septiembre-diciembre de 1995, núm.33.
- "1909, La Huelga de las Mujeres", en FEM, Publicación Feminista, México, abril/mayo de 1986, año 10, núm.45.
- Con María Inés García, "La lucha de la mujer en México. Un fenómeno descubridor", en Secuencia, Revista Americana de Ciencias Sociales, México, marzo, núm. 1. Reproducido en El Día, 8 y 9 de julio de 1985 (Sección Testimonios y Documentos).
- Con Ma. Eugenia Arias y Ximena Sepúlveda, "Tabasco, una bibliografía comentada", en Secuencia, Revista Americana de Ciencias Sociales, México, mayo/agosto de 1985, núm. 5.
- "Una experiencia feminista en Yucatán, (1922-1924)", en FEM, Publicación Feminista, México, octubre- noviembre de 1983, vol. VIII, núm. 30.